# Plagiostachys albiflora
Plagiostachys albiflora là một loài thực vật có hoa trong họ Gừng. Loài này được Ridl. miêu tả khoa học đầu tiên năm 1908.